# テカギイカ科
テカギイカ科 (Gonatidae) はイカの下位分類群の一つ。太平洋の冷たい亜寒帯海域に広く分布し、豊富に生息している。少なくとも1種は南極海で、2種は北大西洋から知られる。ニセテカギイカ属は、ニセテカギイカ (Eogonatus tinro) のみが分類され、触腕に鉤がなく、歯舌に5列の歯があるため独自の属とされた。アロザイムとミトコンドリアDNAの分子研究によると、テカギイカ属に分類されることが示されているが、ヤワラタコイカのシノニムとする場合もある。

## 形態

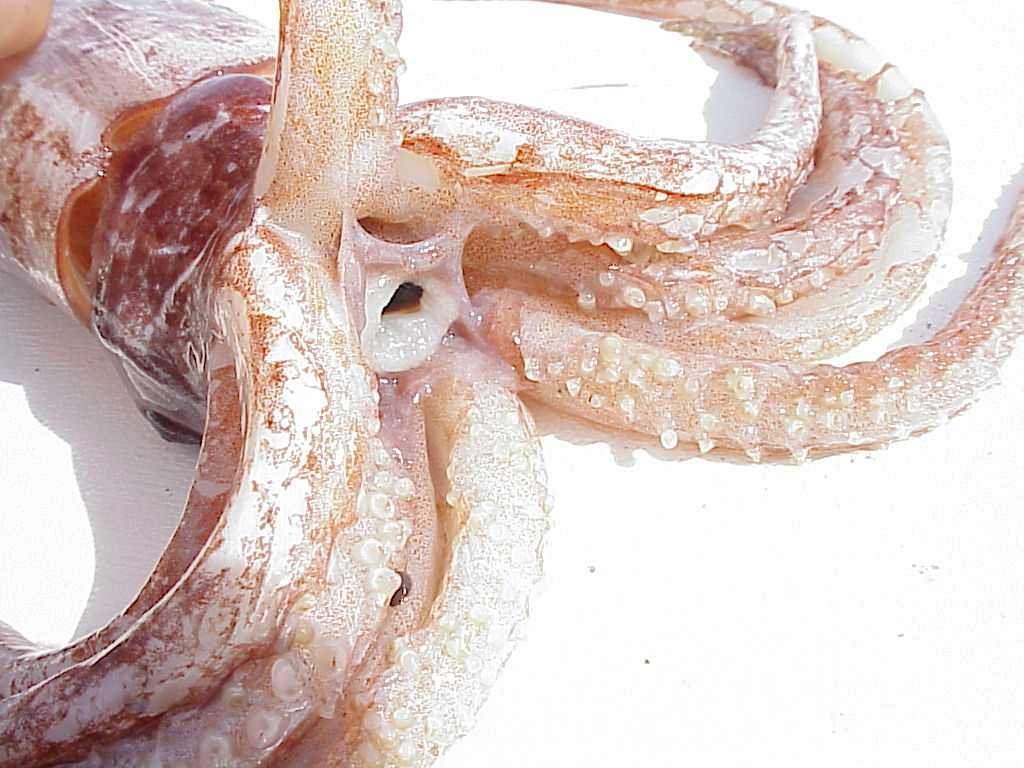
ドスイカの口と腕

形態学的に大きな違いは無い。腕の吸盤は一般的な2列ではなく4列に並んでいる。ほとんどの種で、中心の2列の吸盤は鉤状に変化しており、不規則な多数の小さな吸盤の列で覆われた触腕掌部には、中央に大きな鉤が付いている場合があるが、複数のより小さな鉤が付いている場合もある。ドスイカでは、雌のみが鉤を持つ。触腕を欠くものもいる。ヒカリテカギイカのみが発光器を持ち、眼の腹側周辺部に位置する。
筋肉質で円筒形の体を持ち、非常に柔らかく、赤茶色から紫がかった茶色の皮膚を持つ。腕は太く、鰭は菱形から心臓形で、外套膜の長さの約 50 %から約30 %と、形や大きさは様々である。体長が11 - 40 cm、ほとんどの種は25 cm以下と、中型のイカである。雌の方が大型である。

## 生態

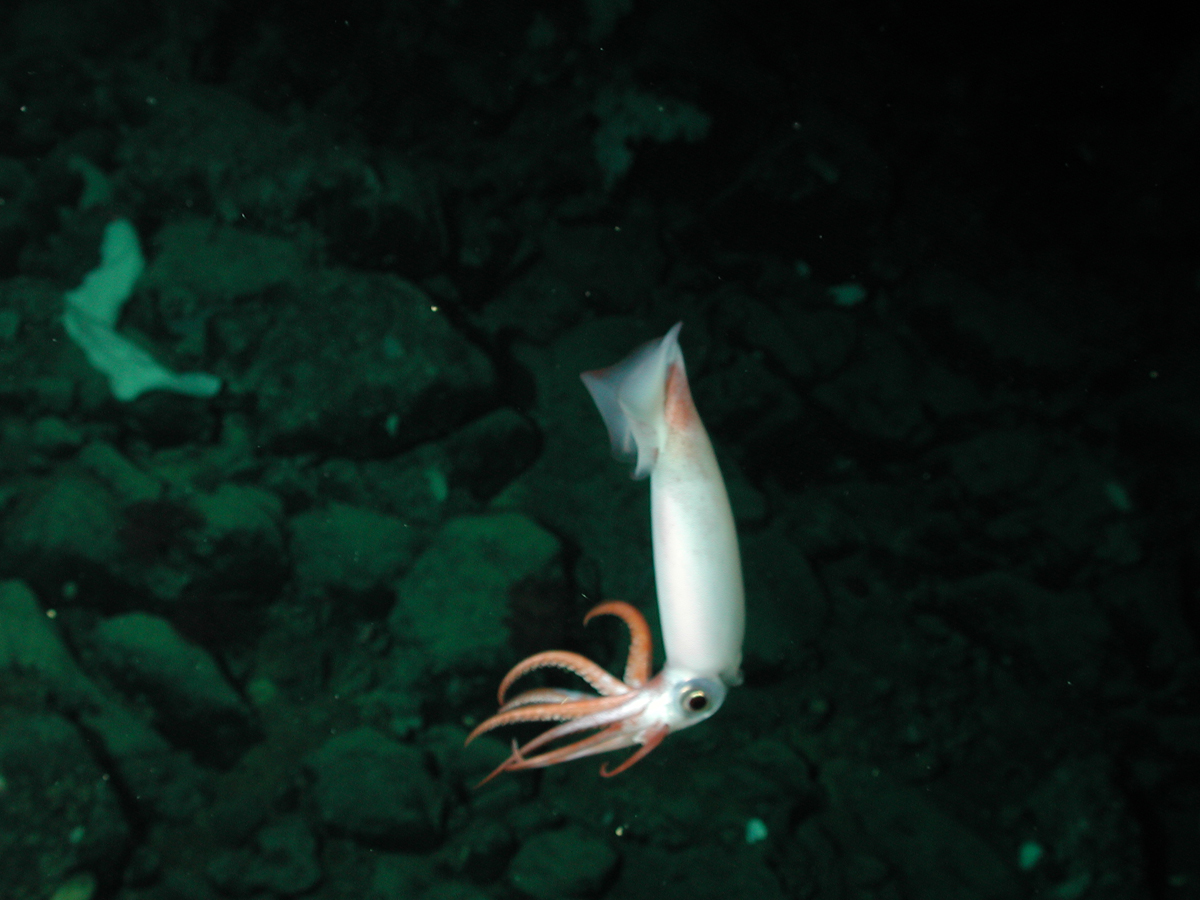
水深1,328 mで撮影されたテカギイカ

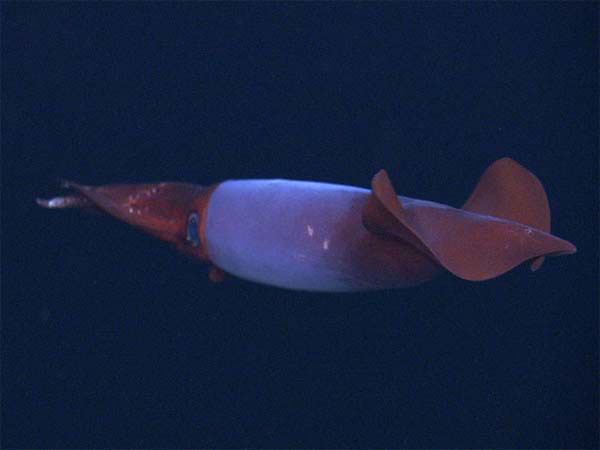
ホッカイテカギイカ

遠洋性で、大陸棚に生息し、種によっては水深4,500 m以上の深さでも遊泳する。習性についてはあまり研究されていないが、日周鉛直運動を行うと考えられている。日中は深海に潜り、夜になると浮上して星の明かりを頼りに餌をとる。テナガタコイカは腕が奇妙に反り返っており、底生生物であると考えられる。
生殖周期についてはほとんどわかっていない。生殖が観察されている種のほとんどは、海底に卵を産みつけ、卵が自然に孵化するまで放置する。モントレー海底渓谷では、テカギイカの雌5匹が、成長中の卵2,000 - 3,000個が入った膜嚢を引きずっているのが観察されている。この行動がテカギイカ科の他の種にも当てはまるのか、この種に特有のものなのかは不明である。
獲物には底生生物と遠洋性生物が含まれ、カジカ上科やポラック属の幼魚などの小魚、オキアミや端脚類などの甲殻類、その他のイカなどを捕食する。共食いも知られる。
テカギイカ科は主にクジラに捕食され、ツチクジラ、イッカク、コビレゴンドウ、イシイルカ、マッコウクジラはテカギイカ科を捕食することが知られている。その他の捕食者には、大型の海鳥、キタオットセイ、ゾウアザラシ、ソコダラ亜科、オヒョウ、サケ科などの大型魚類が含まれる。南の海域では、ウェッデルアザラシやニュージーランドオットセイ、ならびに数種のアホウドリやペンギンに捕食される。

## 分類
分類には混乱があるが、4または5属に19から21種が分類されている。
- ドスイカ属 Berryteuthis Naef, 1921
  - ドスイカ Berryteuthis magister (Berry, 1913)
    - ドスイカ Berryteuthis magister magister (Berry, 1913) (magister armhook squid)
    - カタドスイカ Berryteuthis magister nipponensis Okutani & Kubodera, 1987
    - ニホンカイドスイカ Berryteuthis magister shevtsovi Katugin, 2000

  - Berryteuthis septemdentatus (Sasaki, 1915) 従来ドスイカのシノニムとされており、カタドスイカとニホンカイドスイカは本種であるという見解が提唱された[7]。
- ニセテカギイカ属 Eogonatus Nesis, 1972
  - ニセテカギイカ Eogonatus tinro (Nesis, 1972) テカギイカ属に分類される見解、ヤワラタコイカのシノニムとする見解もある。
- タコイカ属 Gonatopsis Sasaki, 1920
  - Boreoteuthis 亜属
    - タコイカ Gonatopsis borealis  Sasaki, 1923 (boreopacific armhook squid)

  - Gonatopsis 亜属
    - ニッポンタコイカ Gonatopsis japonicus Okiyama, 1969 マッコウタコイカの幼体とする見解もある。
    - マッコウタコイカ Gonatopsis makko Okutani & Nemoto, 1964 (Makko armhook squid)
    - テナガタコイカ Gonatopsis octopedatus Sasaki, 1920
    - ヤワラタコイカ Gonatopsis okutanii Nesis, 1972
- テカギイカ属 Gonatus Gray, 1849
  - ナンキョクテカギイカ Gonatus antarcticus Lönnberg, 1898
  - ベリイテカギイカ Gonatus berryi Naef, 1923 (Berry armhook squid)
  - カリフォルニアテカギイカ Gonatus californiensis R. E. Young, 1972 (California armhook squid)
  - ホッカイテカギイカ Gonatus fabricii (Lichtenstein, 1818) (boreoatlantic armhook squid)
  - ササキテカギイカ Gonatus madokai Kubodera & Okutani, 1977 (Madokai armhook squid)
  - カムチャッカテカギイカ Gonatus middendorffi Kubodera & Okutani, 1981 学名を Gonatus kamtschaticus (Middendorf, 1849) とする場合もある。
  - テカギイカ Gonatus onyx R. E. Young, 1972 (clawed armhook squid、black-eyed squid)
  - オレゴンテカギイカ Gonatus oregonensis Jefferts, 1985 (Oregon armhook squid)
  - ヒカリテカギイカ Gonatus pyros R. E. Young, 1972 (fiery armhook squid)
  - オーロラテカギイカ Gonatus steenstrupi Kristensen, 1981 (Atlantic armhook squid)
  - アラスカテカギイカ Gonatus ursabrunae Jefferts, 1985 (brown bear armhook squid)
- Okutania Katugin, 2004
  - ヒメドスイカ Okutania anonycha (Pearcy & G. L. Voss, 1963)